# IC 1928
IC 1928 је спирална галаксија у сазвјежђу Еридан која се налази на листи објеката дубоког неба у Индекс каталогу.
Деклинација објекта је - 21° 33' 35" а ректасцензија 3h 27m 29,1s. Привидна величина (магнитуда) објекта IC 1928 износи 13,3 а фотографска магнитуда 14,1. IC 1928 је још познат и под ознакама ESO 548-20, MCG -4-9-13, PGC 12884.